# Briefmonopol (Schweiz)
Das Briefmonopol in der Schweiz ist ein Angebotsmonopol, das den Transport von Briefsendungen bis zu einem bestimmten Gewicht als «reservierte Dienste» allein der Schweizerischen Post erlaubt. Im Gegenzug muss die Post die Briefbeförderung als flächendeckenden Service public anbieten. Das Briefmonopol ist im Postgesetz bzw. in der Postverordnung (VPG) geregelt.

## Geschichte
Die Deregulierung des Schweizerischen Postmarktes begann Ende der 1990er Jahre mit der Post- und Telekomreform. Der schweizerische Postmarkt wurde damals in zwei Segmente unterteilt. Im Bereich des Universaldienstes besass die Schweizerische Post als Monopol das alleinige Recht auf die Erbringung sogenannter reservierter Dienste (z. B. adressierte inländische Briefe bis zu einer bestimmten Gewichtsgrenze) und musste zugleich sogenannte nicht-reservierte Dienste (z. B. Briefe ins Ausland) anbieten. Der Wettbewerbsdienst umfasste Produkte und Dienstleistungen (z. B. Express-Sendungen), welche die Schweizerische Post anbieten konnte, aber nicht musste. Potentiellen Privatanbietern stand es frei, sich im Bereich der nicht-reservierten Dienste und den Wettbewerbsdiensten zu betätigen. Mit den reservierten Diensten haben sich die Postunternehmen traditionell finanziert, um flächendeckende Universaldienstleistungen zu einheitlichen Preisen, dem sogenannten Service public, zu gewährleisten.
Nach dem Vollzug der Post- und Telekomreform wurde 1997 die Gewichtsgrenze für inländische Briefe und vom Ausland eingehende Briefsendungen und Pakete von vormals 5 kg auf 2 kg reduziert und damit den Wettbewerbsdiensten zugewiesen. Im Jahr 2004 wurde diese Gewichtsgrenze auf 1 kg gesenkt, der Paketpostmarkt vollständig liberalisiert, ein Konzessionsregime für nicht-reservierte Dienste eingeführt, eine Postregulationsbehörde (PostReg) eingerichtet und damit die Monopolstellung der Schweizerischen Post schrittweise eingeschränkt. Im April 2006 wurde der Versand von Briefpostsendungen über 100 Gramm aus dem Bereich der nicht-reservierten Dienste gestrichen und den Wettbewerbsdiensten zugeordnet. Entsprechend dem Konzessionsregime bei den privaten Paketdienstleistern wurde auch in diesem Fall eine Konzessionspflicht eingeführt, um qualitativ gute Dienstleistungen und branchenübliche Arbeitsbedingungen sicherzustellen. 
Im Juli 2009 folgte dann der nächste und bislang letzte Schritt der Postmarktliberalisierung, die Senkung des Briefmonopols auf 50 Gramm, womit immer noch 75 % aller Briefpostsendungen unter das Monopol fallen. Eine völlige Freigabe auch für Sendungen unterhalb von 50 g wurde 2010 vom Nationalrat abgelehnt.
Das Briefmonopol wird heute von der Postkommission PostCom überwacht. Private Anbieter müssen von der PostReg eine Konzession erhalten. Mit Stand 2018 gab es neun Konzessionäre, die eine Konzession sowohl für Pakete als auch für Briefe über 50 g und für abgehende Briefe erhalten hatten: Courrex, DHL, DPD, FedEx, G3, GO! Express & Logistics, Quickmail, Time Service und UPS.